# Schulhaus Unterpfaffenhofen

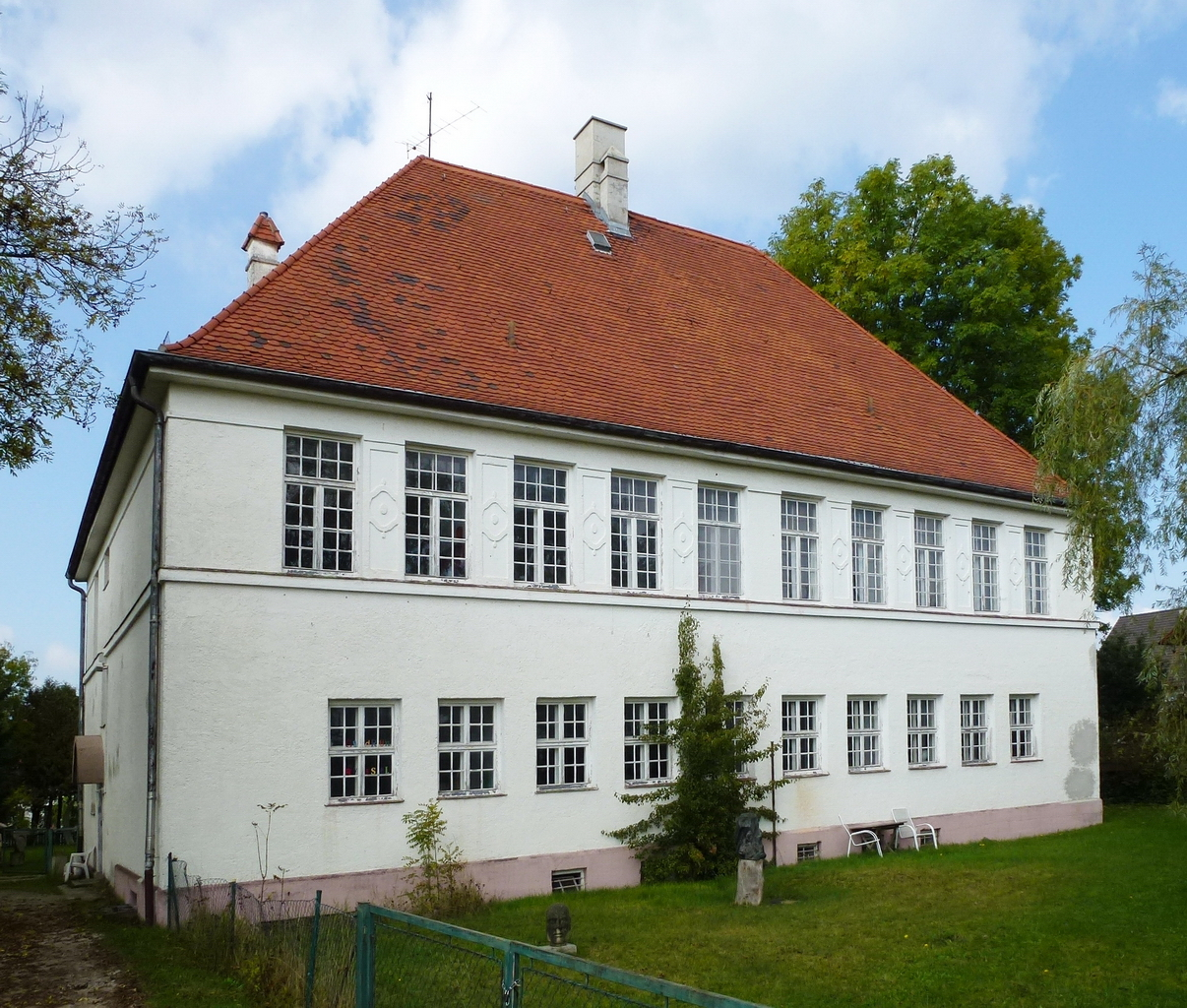
Schulhaus in Unterpfaffenhofen

Das Schulhaus in Unterpfaffenhofen, einem Ortsteil der oberbayerischen Stadt Germering im Landkreis Fürstenfeldbruck, wurde 1909 errichtet. Das ehemalige Schulgebäude an der Salzstraße 27 ist ein geschütztes Baudenkmal.
Die zweigeschossige Zweiflügelanlage mit hohen Walmdächern wurde nach Plänen des Bezirksassessors Popp errichtet.
Die Einfriedung, massiv mit Latten, stammt aus der Erbauungszeit.